# Colin Baker (attore)
Colin Baker (Londra, 8 giugno 1943) è un attore britannico, noto per aver interpretato il ruolo di Paul Merroney in The Brothers e quello del Sesto Dottore nella serie televisiva fantascientifica Doctor Who.

## Carriera

### Inizi
Baker recitò in numerose produzioni televisive nei primi anni settanta, incluso un ruolo da comprimario nell'adattamento televisivo del 1970 della BBC della trilogia di Jean-Paul Sartre Les chemins de la liberté. Nel 1972 interpretò Anatole Kuragin, recitando insieme a Anthony Hopkins in War and Peace, adattamento televisivo della BBC del romanzo Guerra e pace di Lev Tolstoj.
Il ruolo più importante arrivò nel 1974, quando recitò nei panni di Paul Merroney, il banchiere senza scrupoli della serie The Brothers. Dopo la partecipazione a The Brothers, anche se continuò a lavorare a teatro, si focalizzò principalmente sulla televisione, prendendo parte a numerose produzioni britanniche.

### Doctor Who(1984–1986)

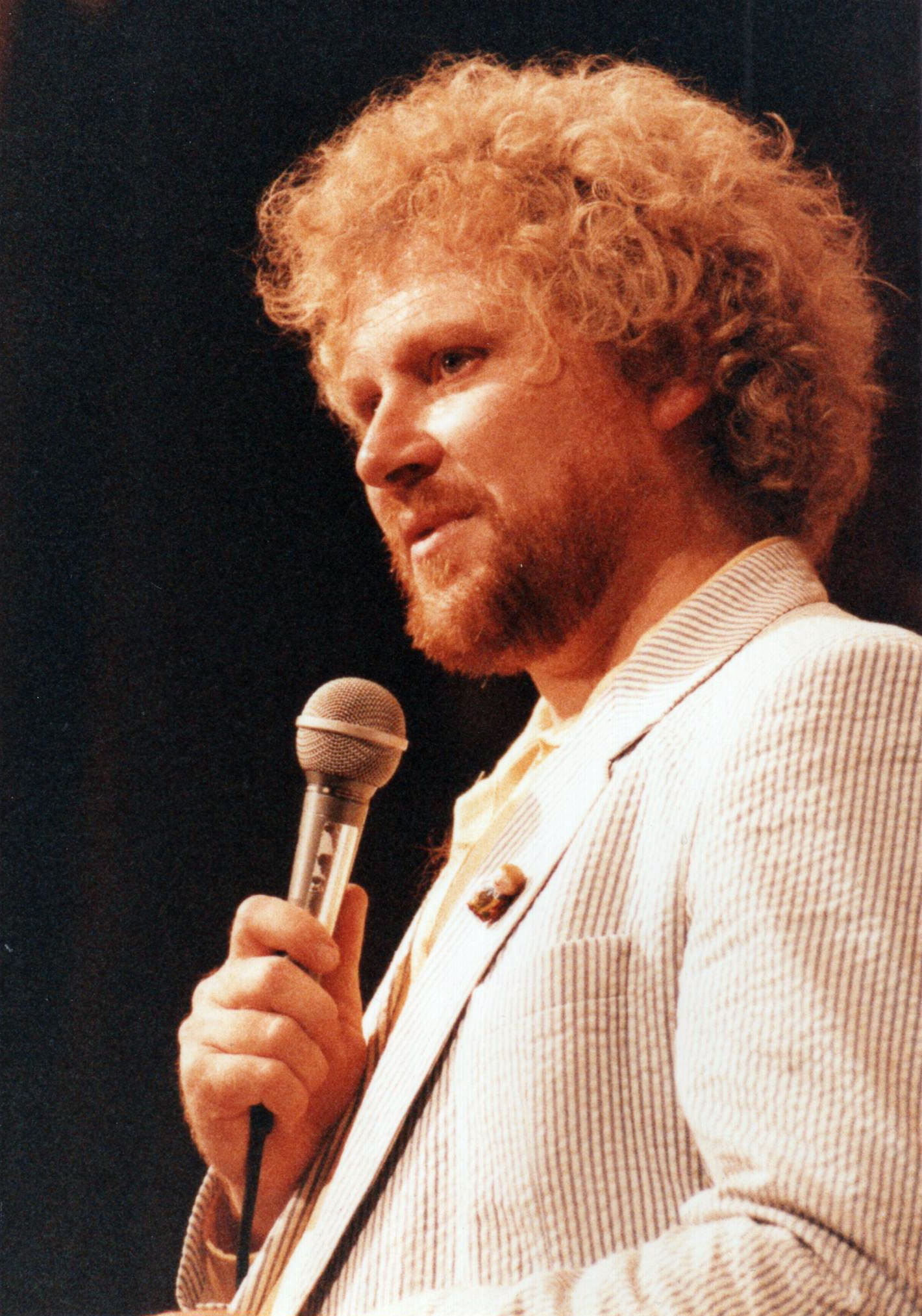
Colin Baker nel 1986

Baker fece la sua prima apparizione in Doctor Who nel ruolo del Comandante Maxil nell'episodio Arc of Infinity (1983). Successivamente egli venne scritturato per sostituire Peter Davison, il Quinto Dottore, nel ruolo del Sesto Dottore. Colin non aveva nessun legame di parentela con Tom Baker, che aveva interpretato in precedenza il Quarto Dottore in Doctor Who. Il suo debutto nel ruolo avvenne nell'episodio The Caves of Androzani, dove pronuncia però solo poche battute. Apparve come protagonista a partire da The Twin Dilemma una settimana dopo. Fu la prima volta sin dal 1966, e la seconda volta nell'intera storia della serie, che un nuovo attore protagonista fu introdotto nel corso di una stagione già iniziata da un altro Dottore.
Il periodo di Baker in Doctor Who venne interrotto da una pausa della trasmissione di 18 mesi annunciata nel febbraio 1985, nel mezzo della sua prima stagione come Sesto Dottore. Uno dei censori della BBC1 dell'epoca, Michael Grade, criticò Doctor Who, affermando come il programma, originariamente ideato per essere destinato ai bambini, fosse diventato troppo violento, e ne vietò il proseguimento. Il programma tornò sugli schermi nel settembre 1986. La ventitreesima stagione vide una forte diminuzione degli episodi prodotti, e un "ridimensionamento" nei contenuti.
Poco tempo dopo, a Baker venne tolta la parte su insistenza del management della BBC, che voleva rinnovare lo show. A causa del suo allontanamento, Baker si rifiutò di girare una scena vera e propria della sua rigenerazione in un nuovo Dottore, e la produzione escogitò quindi di mostrare la sua rigenerazione nei minuti iniziali di Time and the Rani, con l'ausilio di effetti speciali sovrapposti al suo viso preso da immagini di repertorio.

### Periodo post-Doctor Who
Dopo aver lasciato Doctor Who, Baker trascorse la maggior parte del suo tempo recitando in teatro prendendo parte a diversi lavori di Peter Nichols (Privates on Parade), Ira Levine (Deathtrap), Ray Cooney (Run for Your Wife), e Ariel Dorfman (Death and the Maiden). Nel 2000 apparve nella riduzione teatrale di Biancaneve e i sette nani insieme all'attrice Louise Jameson che aveva precedentemente interpretato Leela, una delle compagne di viaggio del Quarto Dottore. Nel 2003 recitò nell'operetta H.M.S. Pinafore, diretto da Timothy West. Nel 2008, andò in tournée con l'ex moglie Liza Goddard recitando a teatro in She Stoops to Conquer. Più recenti apparizioni a teatro hanno visto Baker nel ruolo dell'Ispettore Morse in House of Ghosts e in The Woman in White.
Nel 1991 Baker interpretò un personaggio simile al Dottore nella serie della BBV Video The Stranger. Questo personaggio apparve in 6 avventure e in quattro radiodrammi. Altri lavori per la BBV furono The Airzone Solution del 1993 che vide la partecipazione anche di altri attori di Doctor Who come Jon Pertwee, Peter Davison, e Sylvester McCoy.
Lavori televisivi degli anni novanta includono ospitate nei programmi della BBC Casualty, The Knock, Dangerfield, il primo episodio di Jonathan Creek, e l'adattamento ad opera di Channel 4 di A Dance to the Music of Time.
Nel 2003 Baker apparve in Top Gear, programma televisivo della BBC che tratta come argomento principale le automobili, partecipando ad una gara su una Honda Civic. Baker gareggiò contro un Klingon, un Cyberman, un Dalek, Dart Fener, e l'Imperatore Ming (il "cattivo" di Flash Gordon). Baker arrivò quarto, mentre a vincere fu il Cyberman. Sempre negli anni duemila prese parte alle serie televisive Kingdom, Hustle, e Doctors.
Nel corso degli anni Baker recitò anche in vari film al cinema, tra i quali The Harpist (1999), The Asylum (2000) e D'Artagnan et les trois mousquetaires (2005).
Il 7 novembre 2012, fu confermata la partecipazione di Baker al reality I'm a Celebrity...Get Me Out of Here! Finì ottavo su dodici celebrità partecipanti, uscendo in un ballottaggio con Eric Bristow.
Nel novembre 2013 Colin Baker recitò insieme a Peter Davison e Sylvester McCoy nel cortometraggio comico The Five(ish) Doctors Reboot, girato per il 50º anniversario di Doctor Who.

## Vita privata
La prima moglie di Baker fu l'attrice Liza Goddard, che recitava anch'essa nella serie televisiva The Brothers. Il loro matrimonio durò 18 mesi e terminò con un divorzio. Con la seconda moglie, l'attrice Marion Wyatt, Baker ebbe quattro figlie femmine. La coppia generò anche un figlio maschio che però morì neonato. Baker è molto amico dello scrittore statunitense Stephen R. Donaldson, il quale gli ha dedicato il racconto Forbidden Knowledge del 1991.
Baker è un fermo oppositore della caccia alla volpe e fu tra le oltre venti personalità britanniche di alto profilo che nel 2015 firmarono una petizione per l'abolizione della stessa.

## Filmografia parziale

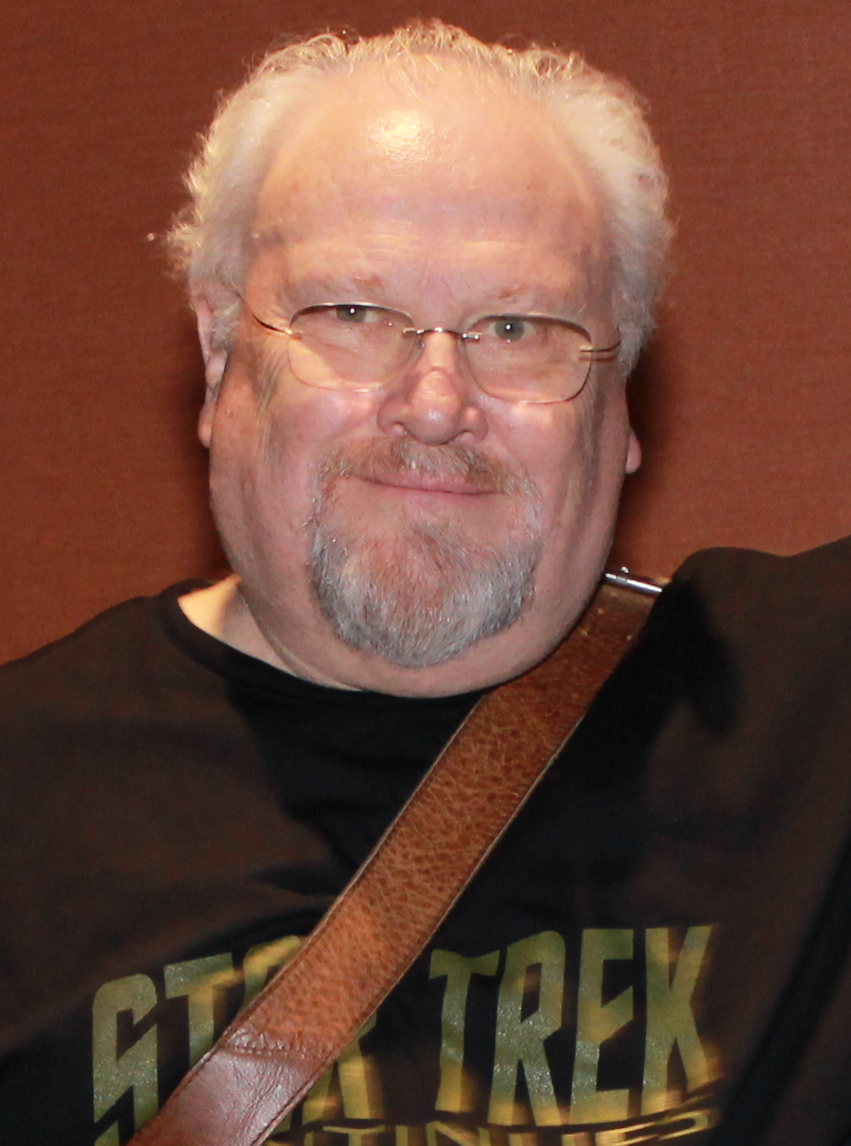
Colin Baker nel gennaio 2015.

### Cinema
- The Harpist (1999)
- The Asylum (2000)
- D'Artagnan et les trois mousquetaires (2004)
- Shadows of a Stranger (2014)
- A Dozen Summers (2014) - Narratore
- The Mild Bunch (2015)
- A Christmas Carol (2015)
- Arrows of Time	(2017)
- Hiraeth (2021)
- You Might Get Lost	(2021)
- The Ghosts of Borley (2021)
- Minacious (2022)
- Secrets of a Wallaby Boy (2023)
- Christmas at the Holly Day Inn (2023)

### Televisione
- The Adventures of Don Quick - 1 episodio (1970)
- Happy Ever After - 1 episodio (1970)
- No – That's Me Over Here! - 2 episodi (1970)
- Roads to Freedom - 3 episodi (1970)
- Cousin Bette - 5 episodi (1971)
- War & Peace - 4 episodi (1972)
- Harriet's Back in Town - 2 episodi (1973)
- La caduta delle aquile (Fall of Eagles) - 2 episodi (1974)
- The Brothers – serie TV, 46 episodi (1974-1976)
- Blake's 7 - 1 episodio (1980)
- Dangerous Davies: The Last Detective - film TV (1981)
- The Citadel - 1 episodio (1983)
- Swallows and Amazons Forever!: Coot Club - film TV (1984)
- Swallows and Amazons Forever!: The Big Six - film TV (1984)
- Doctor Who – serie TV, 11 serial (1984-1986) – Sesto Dottore
- Jim'll Fix It - 1 episodio (1985)
- Roland Rat: The Series - 1 episodio (1986)
- Casualty - 1 episodio (1989)
- Le avventure del giovane Indiana Jones (The Young Indiana Jones Chronicles) - 1 episodio (1993)
- Doctor Who: Dimensions in Time - speciale (1993)
- Harry's Mad - 1 episodio (1995)
- The Famous Five - 1 episodio (1997)
- The Knock - 4 episodi (1997)
- Doctors - 1 episodio (2001)
- Top Gear - 1 episodio (2003)
- The Impressionable Jon Culshaw - 1 episodio (2004)
- The Afternoon Play - 1 episodio (2006)
- Kingdom - 1 episodio (2009)
- The Five(ish) Doctors Reboot (2013)
- Star Trek Continues - 1 episodio (2015)
- Emmerdale - 1 episodio (2021)
- Tales of the TARDIS - 1 episodio (2023)

## Libri
- Look Who's Talking, Hirst Books, dicembre 2009, ISBN 978-0-9557149-2-4
- Second Thoughts, Hirst Books, settembre 2010, ISBN 978-0-9566417-6-2
- Gallimaufry: A Collection of Short Stories, Hirst Publishing, 30 settembre 2011, ISBN 1-907959-02-5
- Sixth Sense – from the columns of the Bucks Free Press, FBS Publishing Ltd., 6 aprile 2017, ISBN 978-0993204371